# David Abouem A Tchoyi
David Abouem A Tchoyi est né le 15 janvier 1944 à Kiiki décède le 15 janvier 2025 à Yaoundé. Il était membre de la Commission nationale pour la promotion du bilinguisme et du multiculturalisme depuis sa nomination en mars 2017 par le Président de la République, Paul Biya.

## Biographie

### Parcours académique
Le parcours primaire de David Abouem A Tchoyi commence en 1950, suivi de ses études secondaires au Collège évangélique de Libamba de 1957 à 1964. Ses études universitaires se font à l'Université de Yaoundé 1, où il obtient une licence en Droit en 1967, puis il obtient un concours d'entrée à l'Ecole nationale d'Administration et de Magistrature (ENAM) , où il en sort diplômé en 1969. Il est Également diplômé de l'Institut international de l'Administration de Paris (IIAP),.

### Carrière dans l'administration
David Abouem A Tchoyi est affecté au ministère de l'administration territoriale, où il est tour à tour chef service de la coordination, Directeur de l'Organisation du Territoire, et dès le 31 août 1972 Secrétaire Général du ministère. 
Peu de temps après, il est sollicité dans d'autres ministères. Il est Secrétaire général au Ministère du Plan et de l'Aménagement du Territoire, puis Secrétaire général du Ministère de l'Economie et du Plan. À partir du 17 juillet 1975, il est Secrétaire général des services du Premier Ministre,.
Le 8 septembre 1976, il est nommé Gouverneur de la région du Nord-Ouest et plus tard du Sud-Ouest.
Le 4 février 1984, il est nommé Secrétaire général à la Présidence de la République. Plus tard, il est nommé Ministre de l'Enseignement supérieur et de la Recherche scientifique.
Il est depuis le 15 mars 2017 membre de la Commission nationale du Bilinguisme et du Multiculturalisme.

### Décès
Il décède de suite de maladie le 15 janvier 2025 à Yaoundé, jour de son anniversaire, à l'âge de 81 ans.

### Contributions
Il est à la direction de deux ouvrages, dont  50 ans de réforme de l'État au Cameroun paru en décembre 2013 et Améliorer l'efficacité de l'Etat du Cameroun paru le 9 octobre 2019.

## Sources et références
1. 1 2  dieudonnezra, « David Abouem À Tchoyi n’est plus », sur CRTV - Votre portail sur le Cameroun, 16 janvier 2025 (consulté le 18 janvier 2025)
2. 1 2 3 4  « Désenclavement des bassins agricoles de l’Ouest: la route arrive », sur www.cameroon-tribune.cm (consulté le 18 janvier 2025)
3. 1 2  Juin 2012 | Livre | 18, « ABOUEM à TCHOYI, David », sur Camerlex, 18 juin 2012 (consulté le 18 janvier 2025)
4. ↑  « Cameroun : vie et mort de David Abouem A Tchoyi, ancien secrétaire général de la présidence », sur Journalducameroun.com, 16 janvier 2025 (consulté le 18 janvier 2025)
5. ↑  « David Abouem à Tchoyi : L’ancien SGPR meurt le jour de son anniversaire », sur Lebledparle, 16 janvier 2025 (consulté le 18 janvier 2025)
6. ↑  « David Abouem A Tchoyi », sur www.lecteurs.com (consulté le 18 janvier 2025)